# Kistufjall (berg i Island, Norðurland eystra, lat 66,21, long -15,04)
Kistufjall är ett berg i republiken Island. Det ligger i regionen Norðurland eystra, 400 km nordost om huvudstaden Reykjavík. Toppen på Kistufjall är 414 meter över havet, eller 90 meter över den omgivande terrängen. Bredden vid basen är 2,8 km.
Närmaste större samhälle är Þórshöfn, 13,5 km väster om Kistufjall.